# Chương Phố
Chương Phố (tiếng Trung: 漳浦县, Hán Việt: Chương Phố huyện) là một huyện của thành phố Chương Châu, tỉnh Phúc Kiến, Cộng hòa Nhân dân Trung Hoa. Huyện này có 17 trấn, 2 hương và 2 hương dân tộc.